# خلود

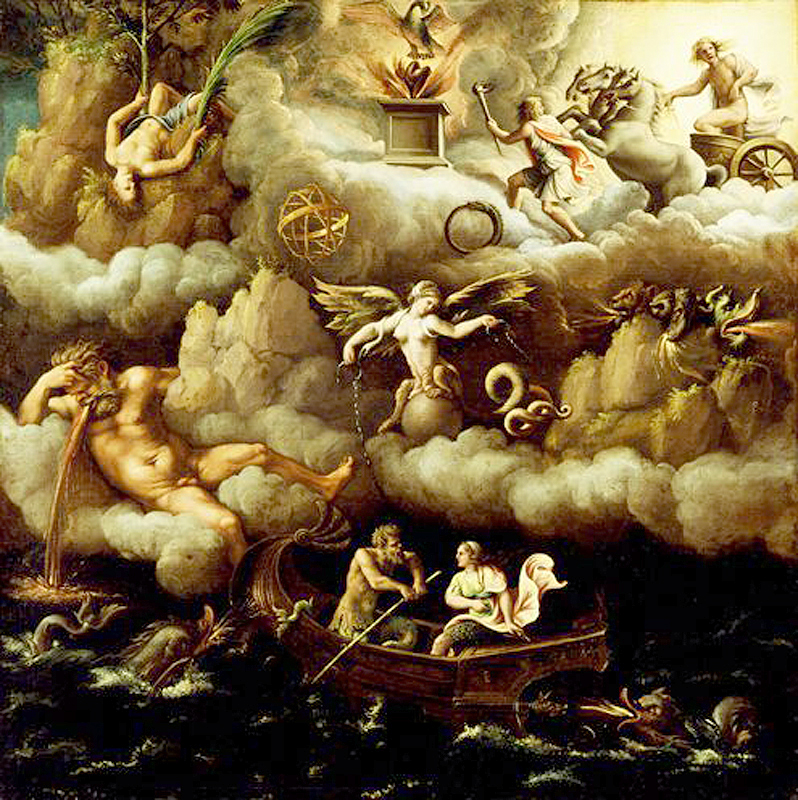

الخلود هو الحياة الأبدية - مصطلح يدل على الحياة في الشكل الروحاني أو الفيزيائي لمدة زمنية غير محدودة. وهو شكل من أشكال الحياة دون نهاية أو موت سواء كانت تلك الحياة فيزيائية بشرية أو غير بشرية أو روحانية تعتبر نوعا من الخلود. تؤمن بعض المدارس الفلسفية تدعى الخلودية بالقدرة للوصول إلى إنسان خالد لا يموت وذلك عن طريق الدراسات والابحاث العلمية، في حين ترفض معظم الأديان هذه الفكرة وتعتقد أن الله هو الخالد الوحيد. أمّا في اللغة العربية الخلود معناه الفترة الزمنية الطويلة ويشترط أن تكون أبدية.